# Pseudasellodes dapalis
Pseudasellodes dapalis är en fjärilsart som beskrevs av Charles Oberthür 1916. Pseudasellodes dapalis ingår i släktet Pseudasellodes och familjen mätare. Inga underarter finns listade i Catalogue of Life.